# Cold Creek Manor
Cold Creek Manor (Brasil: Garganta do Diabo / Portugal: A Casa de Campo) é um filme americano de suspense/terror lançado em 2003, dirigido por Mike Figgis e estrelado por Dennis Quaid, Sharon Stone, Stephen Dorff, Juliette Lewis, Kristen Stewart e Christopher Plummer.

## Sinopse
Em busca de paz, Cooper (Dennis Quaid) e Leah (Sharon Stone) decidem se mudar da tumultuada Nova York para uma pacata cidade do interior dos Estados Unidos. Porém o que eles não esperavam é que justamente a casa onde vão morar possui um passado tenebroso, onde ocorreram vários assassinatos.

## Elenco
- Dennis Quaid ..... Cooper Tilson
- Sharon Stone ..... Leah Tilson
- Stephen Dorff ..... Dale Massie
- Juliette Lewis ..... Ruby Ferguson
- Dana Eskelson ..... Xerife Annie Ferguson
- Christopher Plummer ..... Sr. Massie
- Kristen Stewart ..... Kristen Tilson
- Ryan Wilson ..... Jesse Tilson
- Simon Reynolds ..... Ray Pinski
- Kathleen Duborg ..... Ellen Pinski
- Paula Brancati ..... Stephanie Pinski